# Dassault Mirage IV

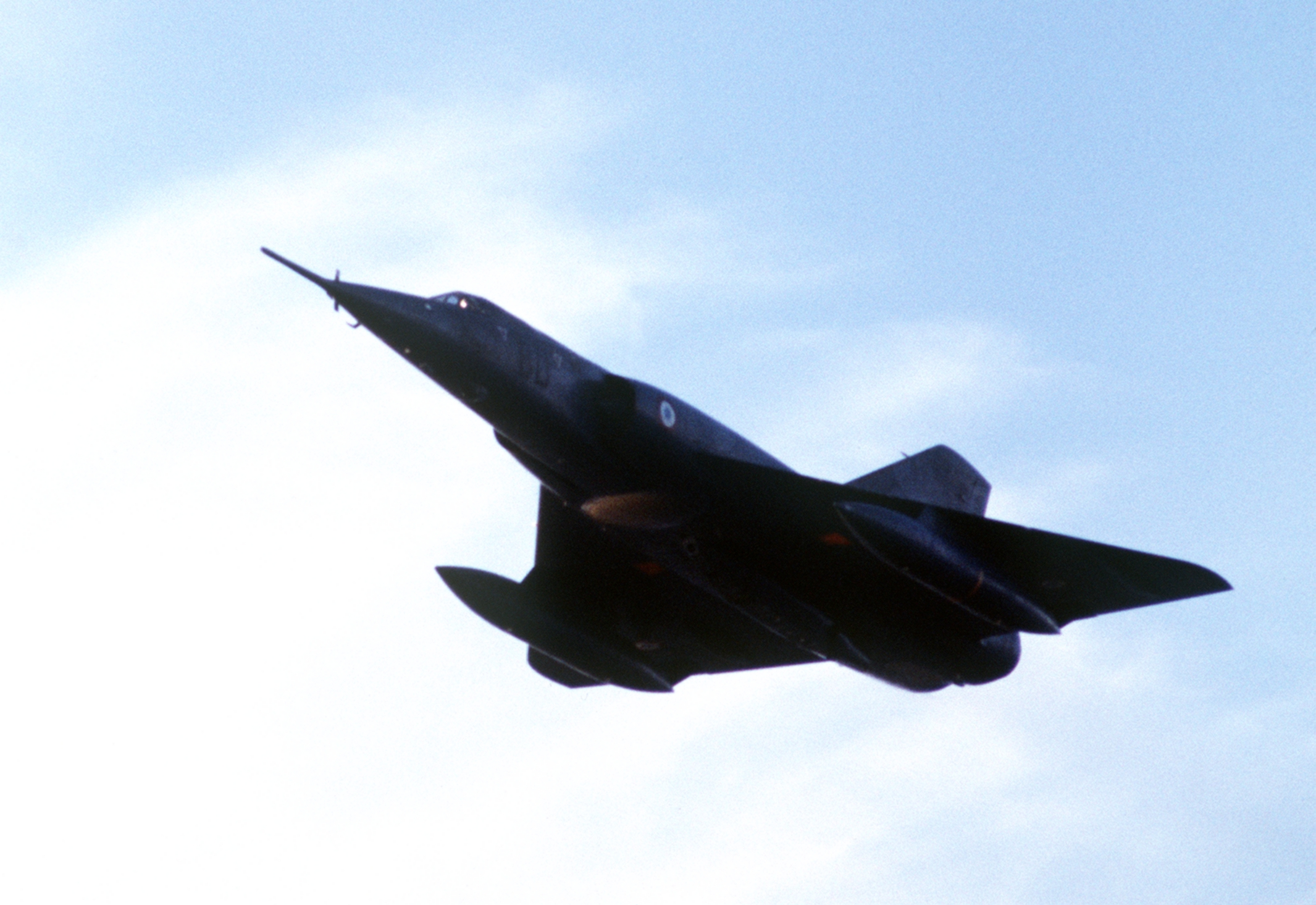
Dassault Mirage IV

Dassault Mirage IV a fost un bombardier strategic și avion de recunoaștere supersonic francez. Timp de mulți ani a constituit principalul vector nuclear pentru forța de descurajare nucleară franceză Force de frappe.